# Sachlichkeitsgebot
Das Sachlichkeitsgebot als Bestandteil des Berufsrechts der Rechtsanwälte ist in Deutschland in § 43a Abs. 3 Bundesrechtsanwaltsordnung (BRAO) geregelt. Danach darf sich ein Rechtsanwalt „bei seiner Berufsausübung nicht unsachlich verhalten“. Gegen das Sachlichkeitsgebot verstoßen insbesondere zwei Verhaltensweisen des Rechtsanwalts:
1. die „bewusste Verbreitung von Unwahrheiten“, § 43a Abs. 3 S. 2 Var. 1 BRAO und
2. „herabsetzende Äußerungen, zu denen andere Beteiligte oder der Verfahrensverlauf keinen Anlass gegeben haben“, § 43a Abs. 3 Var. 2 BRAO

Zu den herabsetzenden Äußerungen gehören insbesondere Beleidigungen.